# Club sportif d'aviron Kaiarriba
Maillots
Donostiarra est la traînière unifiée de Saint-Sébastien. Le club créé pour le gérer est appelé Kaiarriba.
La couleur distinctive du club tant pour la trainière que les maillots des rameurs est le blanc, couleur qui a historiquement distingué la ville de Saint-Sébastien dans l'aviron. Le blanc est bordé de bleu dans le vêtement. Le nom de l'embarcation est Torrekua avec le président Alberto Goitia Larman et l'entraineur J.R. Mendizabal Mendi.
C'est le club organisateur du Drapeau Donostiarra.

## Antécédents
Les trainières de la ville de Saint-Sébastien ont été historiquement compétitifs, tant dans l’ère de l'aviron traditionnelle, quand les trainières étaient formées par divers groupes de pêcheurs (Saint-Sébastien est à la troisième place du hit-parade de l'histoire du Drapeau de La Concha), comme dans l'ère moderne, quand les divers clubs de la ville formaient leur propre trainières et mettaient en compétition plus d'une trainière donostiarra (entre 1981 et 1994, dans ces 14 éditions du Drapeau de La Concha, 9 fois une embarcation de Donostia s'est classée parmi les quatre premiers, et dans 8 de ces 14 éditions il y a eu une seconde embarcation donostiarra en concurrence, c'est-à-dire qu'une seconde trainière a été classée par l'intermédiaire de l'épreuve éliminatoire du jeudi).
Cette situation a duré jusqu'à la fin des années 90 et débuts de la suivante, époque où les clubs historiques ont même commencé à avoir des difficultés pour compléter l'équipage pour leur trainière. Les résultats sportifs se sont aggravés pour cette raison, et il a été de plus en plus difficile de retenir les bons rameurs locaux.

## Création de la trainière unifiée

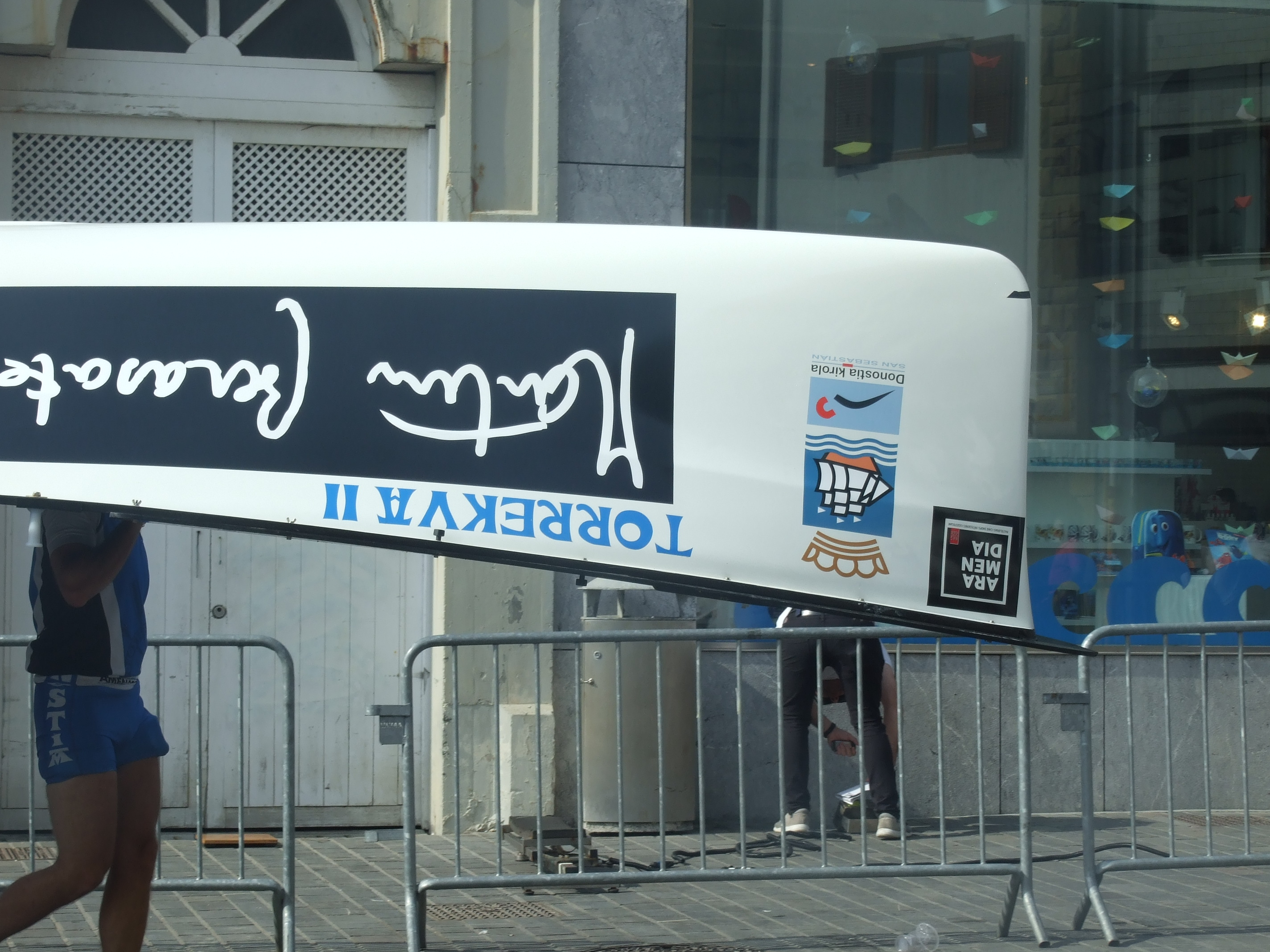
Drapeau de La Concha 2016.

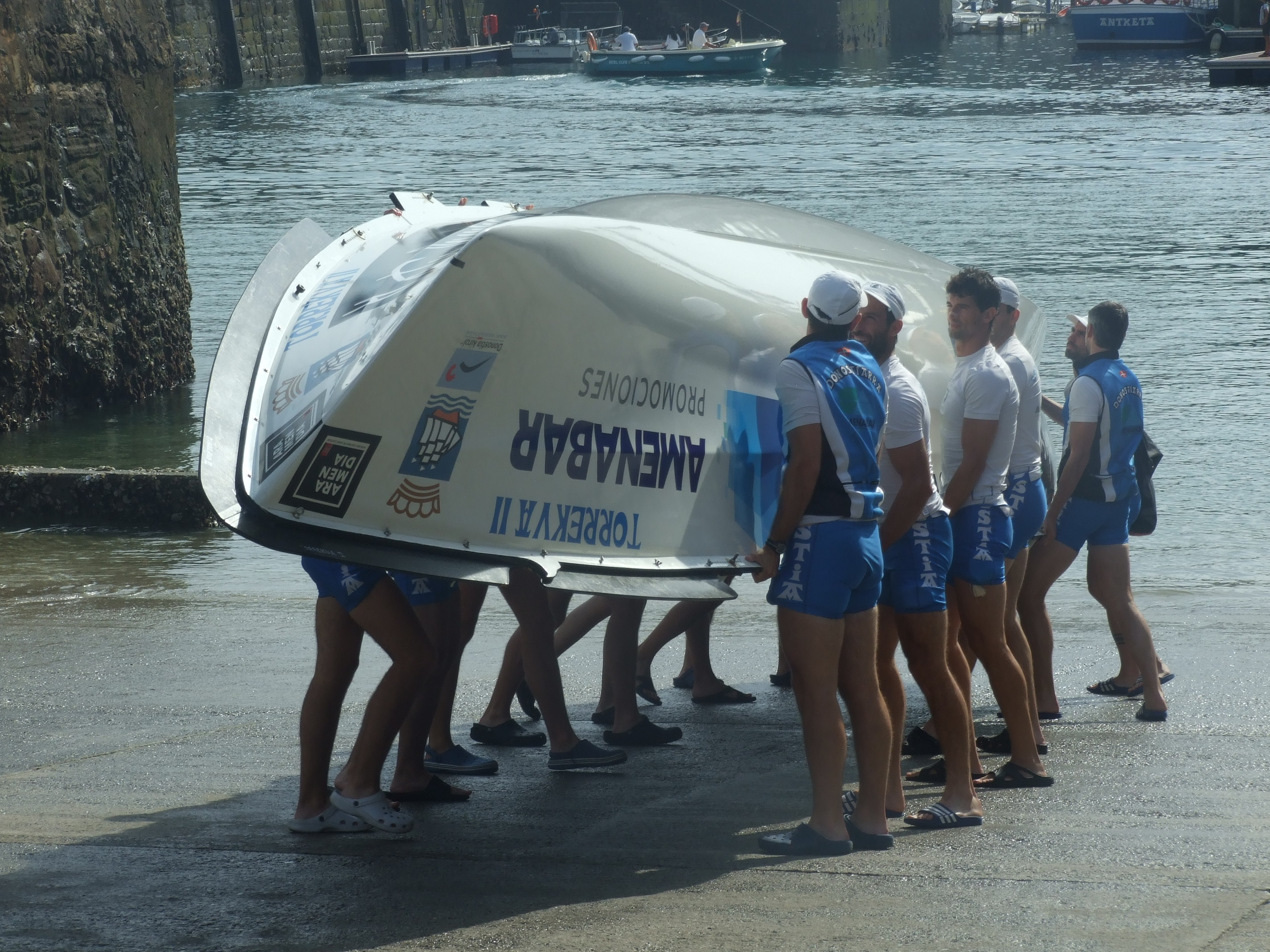
Drapeau de La Concha 2016.

Pour faire face à cette situation, on a considéré qu'il était fondamental d'unir des ressources et les efforts puis les unifier dans une trainière conjointe. Après avoir obtenu l'implication de la mairie, fin 2007 on a formalisé avec celle-ci une convention pour former la trainière unifiée, appelée Donostiarra. À cet effet, on a expressément créé un nouveau club, comme cadre administratif de bureau-légal : CDR Kaiarriba (puisque, en raison de la réglementation en vigueur, on ne pouvait pas créer un club appelé Donostiarra). Les clubs donostiarrak (gentilé pluriel basque de Saint-Sébastien) historiques Ur-Kirolak et Donostia Arraun Lagunak avaient une représentation paritaire dans cette direction, le premier président étant Iñaki Arana.
Durant la saison 2008, l'entraineur est Luis Mari Etxart. À la fin de cette saison, il y a des désaccords sur le rendement sportif, et il y a une proposition pour que José Ramón Mendizabal Mendi soit le nouvel entraineur. Cela provoquera des désaccords entre Ur-Kirolak, Donostia Arraun Lagunak et la mairie. La direction fait un blocus basé l'égalité (causé par la représentation paritaire des clubs), la mairie considère comme terminée la dite convention et d'en promouvoir une nouvelle, sur la base d'une nouvelle analyse.
Ainsi, au début 2009, et après un effort des clubs historiques pour que le projet revive et se poursuive, on établit une nouvelle convention : indépendamment des deux clubs précédemment cités, on uni le Club sportif Fortuna, et on donne aux citoyens l'occasion de se transformer en partenaires du nouveau club. On forme de cette manière une nouvelle direction, d'un large consensus, et avec vocation d'une poursuite stable, puisqu'elle coupait la possibilité de liens et blocus : Ur-Kirolak et Arraun ont deux membres chacun dans la direction, deux autres pour les nouveaux partenaires, et un à La Fortuna. Alberto Goitia est nommé nouveau président.

## Palmarès
Les diverses trainières de Donostia le long de l'histoire complètent ce palmarès. Ceux obtenus par Donostiarra sont, logiquement, ceux postérieurs à 2008:
- 14 Drapeau de La Concha: 1879, 1883, 1887, 1889, 1890, 1891, 1892, 1894, 1897, 1915, 1918, 1920, 1922 et 1950
- 2 Championnat d'Espagne de trainières: 1945 et 1992
- 1 Championnat de trainières d'Euskadi: 1992
- 1 Ligue Fédérative[3]: 2003
- 3 ligues du Guipuscoa[4] (ARC 1): 2003, 2010 et 2011

## Classifications et autres dates annuelles
| Année | Concha | Ligue          | C. Guip | C. Eus | C. Esp | Trainière            | Entraineur       | Barreur       | Sponsor principal        |
| ----- | ------ | -------------- | ------- | ------ | ------ | -------------------- | ---------------- | ------------- | ------------------------ |
| 2008  | 8      | Ligue ARC 1: 7 | 7       | -      | -      | Kiriko               | Luis Mari Etxart | Ander Iriarte | Construcciones Moyua     |
| 2009  | 7      | Ligue ARC 1: 7 | 7       | 7      | -      | Lugañene/Donostiarra | Mendi            | Asier López   | Pas de sponsor principal |
| 2010  | 8      | Ligue ARC 1: 5 | 7       | -      | -      | Torrekua             | Mendi            | J.M. Lujanbio | Pas de sponsor principal |
| 2011  | 4      | Ligue ARC 1: 4 | 4       | 8      | -      | Torrekua             | Mendi            | Arkaitz Díaz  | Pas de sponsor principal |

## Présidents
- 2007 - 2009: Iñaki Arana
- 2009 - ... : Alberto Goitia

## Trainière B
La trainière B de Donostiarra a été mise à l'eau pour la première fois la seconde année du club, en 2009.
| Année | Ligue de Trainières | Trainière             | Entraineur    | Barreur           |
| ----- | ------------------- | --------------------- | ------------- | ----------------- |
| 2009  | Ligue ARC 2: 11     | Koruko Ama / Lugañene | Manu Roteta   | Andoni Lizaso     |
| 2010  | Ligue ARC 2: 8      | Lugañene              | Joxan Jauregi | Xabier Goienetxea |
| 2011  | Ligue ARC 2: 8      | Lugañene              | Joxan Jauregi | Xabier Goienetxea |

### Sources
- (es) Cet article est partiellement ou en totalité issu de l’article de Wikipédia en espagnol intitulé « Club Kaiarriba Donostiarra » (voir la liste des auteurs).